# Smiley Lewis
Overton Amos Lemons, més conegut com a Smiley Lewis (DeQuincy, Louisiana, 5 de juliol de 1913 – Nova Orleans, Louisiana, 7 d'octubre de 1966) fou un músic estatunidenc de rhythm and blues. El seu interès per la música va sorgir quan encara era adolescent,així que va començar a tocar la guitarra a Nova Orleans. En 1952, Lewis va gravar el senzill The Bells Are Ringing, i en 1955, va gravar la versió original del senzill més reeixit de la seva carrera musical, I Hear You Knocking. Lewis va escriure cançons que van ser interpretades posterioremente per altres artistes, com és el cas de "Blue Monday" (interpretada per Fats Domino), "One Night" (interpretada per Elvis Presley) i "I Hear You Knocking" (interpretada per Dave Edmunds).En 1956, el senzill Shame, Shame, Shame apareix a la banda sonora de la pel·lícula Baby Doll. Lewis va morir a causa d'un càncer d'estómac.